# George Gaines (chef décorateur)
Pour les articles homonymes, voir George Gaines et Gaines.
George Gaines est un chef décorateur américain né le 6 juin 1933 dans l'Illinois et mort le 13 mai 1986.

## Filmographie (sélection)
- 1975 : Shampoo d'Hal Ashby
- 1976 : Marathon Man de John Schlesinger
- 1976 : Les Hommes du président (All the President's Men) d'Alan J. Pakula
- 1978 : Le ciel peut attendre (Heaven Can Wait) de Warren Beatty et Buck Henry
- 1978 : Le Retour (Coming Home) d'Hal Ashby
- 1980 : American Gigolo de Paul Schrader
- 1982 : Frances de Graeme Clifford
- 1983 : Retour vers l'enfer (Uncommon Valor) de Ted Kotcheff
- 1983 : Les Copains d'abord (The Big Chill) de Lawrence Kasdan
- 1983 : À bout de souffle, made in USA (Breathless) de Jim McBride
- 1984 : Cotton Club (The Cotton Club) de Francis Ford Coppola
- 1986 : Deux flics à Chicago (Running Scared) de Peter Hyams

## Distinctions
- Oscar des meilleurs décors

### Récompenses
- - en 1977 pour Les Hommes du président
  - en 1979 pour Le ciel peut attendre

### Nominations
- - en 1976 pour Shampoo
  - en 1985 pour Cotton Club